# Họ Rắn xe điếu
Xenodermidae là một họ rắn ở Nam Á, Đông Nam Á và Đông Á; theo truyền thống được coi là phân họ với danh pháp Xenodermatinae trong họ Colubridae.
Chúng là các loài rắn nhỏ hay kích thước trung bình, chiều dài không quá 80 cm (31 in) nhưng nói chung ngắn hơn 55 cm (22 in). Chúng là động vật nhút nhát, có lẽ là kiếm ăn ban đêm, và thường sống trong môi trường đồng rừng ẩm thấp. Chúng dường như là động vật ăn thịt kiểu cơ hội, săn bắt các động vật có xương sống khác.
Tên khoa học chính xác của họ này là Xenodermidae, không phải "Xenodermatidae".

## Các chi
- Achalinus Peters, 1869: 9 loài rắn xe điếu ở Đông Á và Đông Nam Á
- Fimbrios Smith, 1921: 2 loài rắn má ở Đông Dương.
- Parafimbrios Teynié, David, Lottier, Le, Vidal & Nguyen 2015: 2 loài rắn má giả (gồm Parafimbrios lao: Lào, Thái Lan, Việt Nam (tỉnh Sơn La) và rắn má Việt Nam Parafimbrios vietnamensis: Việt Nam (tỉnh Lai Châu)).[9][10][11][12]
- Stoliczkia Jerdon, 1870: 1 loài ở Ấn Độ và 1 loài ở Indonesia
- Xenodermus Reinhardt, 1836: 1 loài (Xenodermus javanicus) ở Myanmar, Thái Lan, Malaysia và Indonesia.

### Chuyển đi
- Xylophis Beddome, 1878: 3 loài ở Ấn Độ. Chuyển sang họ Pareidae.[13]

## Phát sinh chủng loài
Xenodermidae có vị trí cơ sở trong sự phân tỏa của Colubroidea. Tuy nhiên, vị trí chính xác vẫn chưa được xác định, nó có thể là chị-em với phần còn lại của Colubroidea, hoặc có quan hệ chị-em với họ Acrochordidae và hai họ này tạo thành một nhánh có quan hệ chị-em với Colubroidea.
Biểu đồ nhánh trong phạm vi nhóm Caenophidia vẽ theo Wiens et al. (2012) và Pyron et al.  (2013).

|  | Acrochordidae (Acrochordoidea)              |
|  |                                             |
|  | Xenodermidae (một phần Colubridae nghĩa cũ) |
|  |                                             |

|  | Homalopsidae (một phần Colubridae nghĩa cũ)                                                                     |
|  | |
|  | \| \| Lamprophiidae (một phần Colubridae nghĩa cũ) \| \| \| \| \| \| Elapidae (gồm cả Hydrophiidae) \| \| \| \| |
|  | |
|  | Lamprophiidae (một phần Colubridae nghĩa cũ)                                                                    |
|  | |
|  | Elapidae (gồm cả Hydrophiidae)                                                                                  |
|  | |

|  | Lamprophiidae (một phần Colubridae nghĩa cũ) |
|  |                                              |
|  | Elapidae (gồm cả Hydrophiidae)               |
|  |                                              |

|  | Homalopsidae (một phần Colubridae nghĩa cũ)                                                                     |
|  | |
|  | \| \| Lamprophiidae (một phần Colubridae nghĩa cũ) \| \| \| \| \| \| Elapidae (gồm cả Hydrophiidae) \| \| \| \| |
|  | |
|  | Lamprophiidae (một phần Colubridae nghĩa cũ)                                                                    |
|  | |
|  | Elapidae (gồm cả Hydrophiidae)                                                                                  |
|  | |

|  | Lamprophiidae (một phần Colubridae nghĩa cũ) |
|  |                                              |
|  | Elapidae (gồm cả Hydrophiidae)               |
|  |                                              |

|  | Homalopsidae (một phần Colubridae nghĩa cũ)                                                                     |
|  | |
|  | \| \| Lamprophiidae (một phần Colubridae nghĩa cũ) \| \| \| \| \| \| Elapidae (gồm cả Hydrophiidae) \| \| \| \| |
|  | |
|  | Lamprophiidae (một phần Colubridae nghĩa cũ)                                                                    |
|  | |
|  | Elapidae (gồm cả Hydrophiidae)                                                                                  |
|  | |

|  | Lamprophiidae (một phần Colubridae nghĩa cũ) |
|  |                                              |
|  | Elapidae (gồm cả Hydrophiidae)               |
|  |                                              |

|  | Homalopsidae (một phần Colubridae nghĩa cũ)                                                                     |
|  | |
|  | \| \| Lamprophiidae (một phần Colubridae nghĩa cũ) \| \| \| \| \| \| Elapidae (gồm cả Hydrophiidae) \| \| \| \| |
|  | |
|  | Lamprophiidae (một phần Colubridae nghĩa cũ)                                                                    |
|  | |
|  | Elapidae (gồm cả Hydrophiidae)                                                                                  |
|  | |

|  | Lamprophiidae (một phần Colubridae nghĩa cũ) |
|  |                                              |
|  | Elapidae (gồm cả Hydrophiidae)               |
|  |                                              |

|  | Homalopsidae (một phần Colubridae nghĩa cũ)                                                                     |
|  | |
|  | \| \| Lamprophiidae (một phần Colubridae nghĩa cũ) \| \| \| \| \| \| Elapidae (gồm cả Hydrophiidae) \| \| \| \| |
|  | |
|  | Lamprophiidae (một phần Colubridae nghĩa cũ)                                                                    |
|  | |
|  | Elapidae (gồm cả Hydrophiidae)                                                                                  |
|  | |

|  | Lamprophiidae (một phần Colubridae nghĩa cũ) |
|  |                                              |
|  | Elapidae (gồm cả Hydrophiidae)               |
|  |                                              |

|  | Homalopsidae (một phần Colubridae nghĩa cũ)                                                                     |
|  | |
|  | \| \| Lamprophiidae (một phần Colubridae nghĩa cũ) \| \| \| \| \| \| Elapidae (gồm cả Hydrophiidae) \| \| \| \| |
|  | |
|  | Lamprophiidae (một phần Colubridae nghĩa cũ)                                                                    |
|  | |
|  | Elapidae (gồm cả Hydrophiidae)                                                                                  |
|  | |

|  | Lamprophiidae (một phần Colubridae nghĩa cũ) |
|  |                                              |
|  | Elapidae (gồm cả Hydrophiidae)               |
|  |                                              |

|  | Homalopsidae (một phần Colubridae nghĩa cũ)                                                                     |
|  | |
|  | \| \| Lamprophiidae (một phần Colubridae nghĩa cũ) \| \| \| \| \| \| Elapidae (gồm cả Hydrophiidae) \| \| \| \| |
|  | |
|  | Lamprophiidae (một phần Colubridae nghĩa cũ)                                                                    |
|  | |
|  | Elapidae (gồm cả Hydrophiidae)                                                                                  |
|  | |

|  | Lamprophiidae (một phần Colubridae nghĩa cũ) |
|  |                                              |
|  | Elapidae (gồm cả Hydrophiidae)               |
|  |                                              |

|  | Homalopsidae (một phần Colubridae nghĩa cũ)                                                                     |
|  | |
|  | \| \| Lamprophiidae (một phần Colubridae nghĩa cũ) \| \| \| \| \| \| Elapidae (gồm cả Hydrophiidae) \| \| \| \| |
|  | |
|  | Lamprophiidae (một phần Colubridae nghĩa cũ)                                                                    |
|  | |
|  | Elapidae (gồm cả Hydrophiidae)                                                                                  |
|  | |

|  | Lamprophiidae (một phần Colubridae nghĩa cũ) |
|  |                                              |
|  | Elapidae (gồm cả Hydrophiidae)               |
|  |                                              |

|  | Acrochordidae (Acrochordoidea)              |
|  |                                             |
|  | Xenodermidae (một phần Colubridae nghĩa cũ) |
|  |                                             |

|  | Homalopsidae (một phần Colubridae nghĩa cũ)                                                                     |
|  | |
|  | \| \| Lamprophiidae (một phần Colubridae nghĩa cũ) \| \| \| \| \| \| Elapidae (gồm cả Hydrophiidae) \| \| \| \| |
|  | |
|  | Lamprophiidae (một phần Colubridae nghĩa cũ)                                                                    |
|  | |
|  | Elapidae (gồm cả Hydrophiidae)                                                                                  |
|  | |

|  | Lamprophiidae (một phần Colubridae nghĩa cũ) |
|  |                                              |
|  | Elapidae (gồm cả Hydrophiidae)               |
|  |                                              |

|  | Homalopsidae (một phần Colubridae nghĩa cũ)                                                                     |
|  | |
|  | \| \| Lamprophiidae (một phần Colubridae nghĩa cũ) \| \| \| \| \| \| Elapidae (gồm cả Hydrophiidae) \| \| \| \| |
|  | |
|  | Lamprophiidae (một phần Colubridae nghĩa cũ)                                                                    |
|  | |
|  | Elapidae (gồm cả Hydrophiidae)                                                                                  |
|  | |

|  | Lamprophiidae (một phần Colubridae nghĩa cũ) |
|  |                                              |
|  | Elapidae (gồm cả Hydrophiidae)               |
|  |                                              |

|  | Homalopsidae (một phần Colubridae nghĩa cũ)                                                                     |
|  | |
|  | \| \| Lamprophiidae (một phần Colubridae nghĩa cũ) \| \| \| \| \| \| Elapidae (gồm cả Hydrophiidae) \| \| \| \| |
|  | |
|  | Lamprophiidae (một phần Colubridae nghĩa cũ)                                                                    |
|  | |
|  | Elapidae (gồm cả Hydrophiidae)                                                                                  |
|  | |

|  | Lamprophiidae (một phần Colubridae nghĩa cũ) |
|  |                                              |
|  | Elapidae (gồm cả Hydrophiidae)               |
|  |                                              |

|  | Homalopsidae (một phần Colubridae nghĩa cũ)                                                                     |
|  | |
|  | \| \| Lamprophiidae (một phần Colubridae nghĩa cũ) \| \| \| \| \| \| Elapidae (gồm cả Hydrophiidae) \| \| \| \| |
|  | |
|  | Lamprophiidae (một phần Colubridae nghĩa cũ)                                                                    |
|  | |
|  | Elapidae (gồm cả Hydrophiidae)                                                                                  |
|  | |

|  | Lamprophiidae (một phần Colubridae nghĩa cũ) |
|  |                                              |
|  | Elapidae (gồm cả Hydrophiidae)               |
|  |                                              |

|  | Homalopsidae (một phần Colubridae nghĩa cũ)                                                                     |
|  | |
|  | \| \| Lamprophiidae (một phần Colubridae nghĩa cũ) \| \| \| \| \| \| Elapidae (gồm cả Hydrophiidae) \| \| \| \| |
|  | |
|  | Lamprophiidae (một phần Colubridae nghĩa cũ)                                                                    |
|  | |
|  | Elapidae (gồm cả Hydrophiidae)                                                                                  |
|  | |

|  | Lamprophiidae (một phần Colubridae nghĩa cũ) |
|  |                                              |
|  | Elapidae (gồm cả Hydrophiidae)               |
|  |                                              |

|  | Homalopsidae (một phần Colubridae nghĩa cũ)                                                                     |
|  | |
|  | \| \| Lamprophiidae (một phần Colubridae nghĩa cũ) \| \| \| \| \| \| Elapidae (gồm cả Hydrophiidae) \| \| \| \| |
|  | |
|  | Lamprophiidae (một phần Colubridae nghĩa cũ)                                                                    |
|  | |
|  | Elapidae (gồm cả Hydrophiidae)                                                                                  |
|  | |

|  | Lamprophiidae (một phần Colubridae nghĩa cũ) |
|  |                                              |
|  | Elapidae (gồm cả Hydrophiidae)               |
|  |                                              |

|  | Homalopsidae (một phần Colubridae nghĩa cũ)                                                                     |
|  | |
|  | \| \| Lamprophiidae (một phần Colubridae nghĩa cũ) \| \| \| \| \| \| Elapidae (gồm cả Hydrophiidae) \| \| \| \| |
|  | |
|  | Lamprophiidae (một phần Colubridae nghĩa cũ)                                                                    |
|  | |
|  | Elapidae (gồm cả Hydrophiidae)                                                                                  |
|  | |

|  | Lamprophiidae (một phần Colubridae nghĩa cũ) |
|  |                                              |
|  | Elapidae (gồm cả Hydrophiidae)               |
|  |                                              |

|  | Homalopsidae (một phần Colubridae nghĩa cũ)                                                                     |
|  | |
|  | \| \| Lamprophiidae (một phần Colubridae nghĩa cũ) \| \| \| \| \| \| Elapidae (gồm cả Hydrophiidae) \| \| \| \| |
|  | |
|  | Lamprophiidae (một phần Colubridae nghĩa cũ)                                                                    |
|  | |
|  | Elapidae (gồm cả Hydrophiidae)                                                                                  |
|  | |

|  | Lamprophiidae (một phần Colubridae nghĩa cũ) |
|  |                                              |
|  | Elapidae (gồm cả Hydrophiidae)               |
|  |                                              |

Biểu đồ phát sinh chủng loài nội bộ họ Xenodermidae vẽ theo Pyron et al. (2013).

|  | Achalinus                                                 |
|  |                                                           |
|  | \| \| Xenodermus \| \| \| \| \| \| Stoliczkia \| \| \| \| |
|  |                                                           |
|  | Xenodermus                                                |
|  |                                                           |
|  | Stoliczkia                                                |
|  |                                                           |

|  | Xenodermus |
|  |            |
|  | Stoliczkia |
|  |            |

Biểu đồ phát sinh chủng loài nội bộ họ Xenodermidae vẽ theo Figueroa et al. (2016).

|  | Stoliczkia                                               |
|  |                                                          |
|  | \| \| Xenodermus \| \| \| \| \| \| Achalinus \| \| \| \| |
|  |                                                          |
|  | Xenodermus                                               |
|  |                                                          |
|  | Achalinus                                                |
|  |                                                          |

|  | Xenodermus |
|  |            |
|  | Achalinus  |
|  |            |